# Maria Vesperbild
Maria Vesperbild ist ein Ortsteil der Gemeinde Ziemetshausen im Landkreis Günzburg (Schwaben, Bayern), benannt nach der gleichnamigen Wallfahrtskirche. Jährlich pilgern 400.000 bis 500.000 Menschen nach Vesperbild zum Gnadenbild der Schmerzhaften Muttergottes (Vesperbild = Pietà).

## Geographie
Der Ort liegt ca. 1 km südöstlich von Ziemetshausen südlich der B 300 an der Kreisstraße 2, die an Schloss Seyfriedsberg vorbei nach Langenneufnach führt. 

## Geschichte
1725 wurde in Mara Vesperbild die erste Wallfahrtskirche errichtet. Der bald entstehende Wallfahrtsort ist heute mit dem Dorf Vorderschellenbach verwachsen, zählt aber im Gegensatz zu diesem seit jeher zur Gemarkung Ziemetshausen. Ab 1804 gehörten Ziemetshausen mit Maria Vesperbild sowie die Orte Vorderschellenbach und Hinterschellenbach, die ab 1818 die Gemeinde Schellenbach bildeten, zum Landgericht Ursberg. Ab 1837 zählten sie zum Landgericht Krumbach, später Bezirksamt Krumbach. 1939 erfolgte die Umbenennung in Landkreis Krumbach. Ab 1. Juli 1972 gehörten Ziemetshausen und Schellenbach im Zuge der Gebietsreform in Bayern zum Günzkreis, der am 1. Mai 1973 in Landkreis Günzburg umbenannt wurde. Am 1. Mai 1978 erfolgte die Eingemeindung der Gemeinde Schellenbach in den Markt Ziemetshausen.

## Sehenswürdigkeiten

### Wallfahrtskirche Maria Vesperbild

Innenraum der Wallfahrtskirche (2023)

Um 1650 stellte der Pfleger der Herrschaft Seifriedsberg in einer Feldkapelle auf dem Weg von Ziemetshausen nach Langenneufnach ein Vesperbild auf. Wegen einsetzender Wallfahrt wurde die Kapelle 1673 durch einen größeren, halboffenen Kapellenbau ersetzt. 1725 wurde die erste Wallfahrtskirche errichtet. Da dieser filigrane Zentralbau mit Tambourkuppel schon nach 29 Jahren in seiner Bausubstanz als baufällig befunden wurde, erhielt der heimische Baumeister Johann Georg Hitzelberger 1754 den Auftrag, die heutige Wallfahrtskirche in klassischen Formen gemäß dem Stil des Rokoko zu errichten. Nach zweijähriger Bauzeit wurde das Kirchengebäude vom Augsburger Weihbischof Franz Xaver Adelmann von Adelmannsfelden eingeweiht.
Die Deckengemälde schuf der aus Kempten stammende Freskant Balthasar Riepp. Der Hochaltar mit dem Gnadenbild, das seitlich von Skulpturen der heiligen Barbara (links) und der heiligen Katharina (rechts) flankiert ist, wurde aus der Vorgängerkirche übernommen.
In den Jahren 1960 bis 1965 wurde die um 1870 geschaffene neuromanische Einrichtung durch eine im Stil des Rokoko ersetzt, sodass die Kirche heute ein stilistisch einheitliches Bild zeigt. Ende 2020 gab die Wallfahrtdirektion im Zuge der im Vorjahr begonnenen Kirchenrenovierung in drei Bauabschnitten bekannt, dass der eigentlich unvollendete Hochaltar aus den 1960er Jahren mit seinen kahlen Wänden im Hintergrund durch Säulen und Voluten nach gängigen Vorgaben des Rokoko erweitert und das kleine Ostfenster über dem Altar wieder geöffnet und ausgeschmückt werden solle.
2023 wurde die Außen- und Innenrenovierung mit Vollendung des Hochaltares abgeschlossen.

### Fatimagrotte
Von der Wallfahrtskirche führt ein Kreuzweg durch einen lichten Buchenwald zur Fatima-Grotte (nördlich von Schloss Seyfriedsberg). Bei der Fatima-Madonna brennen große Votivkerzen und ungezählte Opferlichter, die von Pilgernden gestiftet wurden. Es finden sich weit über 1000 Votiv-Tafeln von Gebetserhörungen. Am Zugang stehen lebensgroße Darstellungen des heiligen Josef und des heiligen Pater Pio.

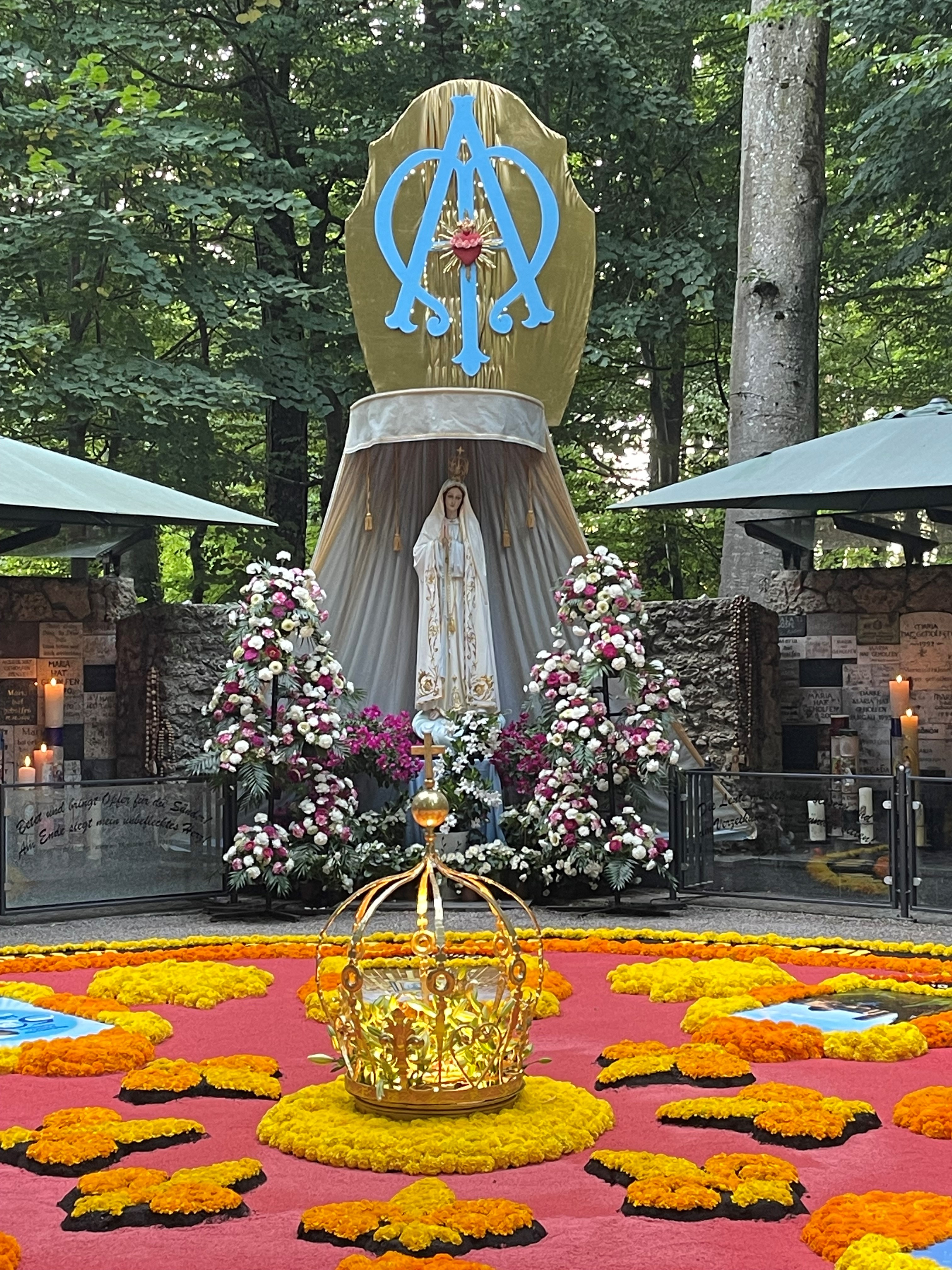
Blumenteppich an der Grotte anlässlich des Hochfestes Maria Himmelfahrt

Bei der Grotte befindet sich an einer Waldwiese ein Freiluftaltar, an dem jährlich am Abend des Festes Mariä Aufnahme in den Himmel (15. August) ein Gottesdienst mit Tausenden von Teilnehmern stattfindet. Bischöfe aus dem In- und Ausland wie der sri-lankische Kardinal Albert Malcolm Ranjith (2008), der heutige Kölner Kardinal Rainer Maria Woelki (2012, 2022), der ehemalige Papstsekretär Georg Gänswein (2014, 2023), der Schweizer Kurienkardinal Kurt Koch (2017) oder der Passauer Bischof Stefan Oster (2020) waren Zelebranten dieser Pontifikalämter. Anschließend findet jeweils eine Lichterprozession über den Schlossberg durch den Dom der Natur statt. Ein großer Blumenteppich vor der Fatima-Madonna zieht auch noch Tage danach zahlreiche Menschen an.

### Kloster
Das Anbetungskloster der Klarissinnen von Maria Vesperbild wurde 1973 vom Klarissenkloster Regensburg aus gegründet. Dort war der Sitz der Ordensgemeinschaft im ehemaligen Kapuzinerkloster in der Ostengasse, wobei dieser Konvent nach dem Umzug 1974 aufgelassen wurde.

## Wallfahrt

### Entstehung
Bereits 1725 führte der Pilgerstrom zum Bau einer Wallfahrtskirche. Maria Vesperbild gilt heute als größte Wallfahrt Bayerisch-Schwabens. Jährlich pilgern 400.000 bis 500.000 Menschen nach Vesperbild zum Gnadenbild der Schmerzhaften Muttergottes.

### Die Ära Imkamp
In seiner Funktion als Wallfahrtsdirektor baute Prälat Wilhelm Imkamp zwischen 1988 und 2017 die Infrastruktur der Wallfahrt zeitgemäß aus und machte im Zuge moderner Medienarbeit den Wallfahrtsort bundesweit bekannt. So veranlasste Imkamp gleich zu Amtsantritt, dass für die Seelsorge an den zahlreichen Pilgern mehrere Priester der zuständigen Diözese Augsburg zum Einsatz kamen, um u. a. das große Pensum von über 10.000 Beichten im Jahr stemmen zu können. Überregionale Nachfrage bei den Pilgern findet an Sonn- und Feiertagen das Pilgeramt um 10:15 Uhr mit der Predigt des Wallfahrtsdirektors, das auch auf die Außenbildschirme und in die Eltern-Kind-Kapelle übertragen wird. Bekanntheit erlangte der Wallfahrtsort Maria Vesperbild auch dadurch, dass ungewöhnlich viele Menschen mit Migrationshintergrund aus dem nahen Augsburg dort eine neue geistige Heimat fanden.

Hochaltar der Wallfahrtskirche nach der Renovierung von 2019/23

Seit Januar 2018 war Erwin Reichart Wallfahrtsdirektor von Maria Vesperbild. Zum 1. Februar 2024 hat er aus Altersgründen sein Amt abgegeben. Unter seiner Regie wurde die Wallfahrtskirche zwischen 2019 und 2023 im Inneren wie Äußeren saniert. Knapp ein Drittel des dafür veranschlagten Kostenaufwands von über drei Millionen Euro konnte dabei durch die Spenden von Pilgern gedeckt werden. Dieses Budget wurde im Zuge der Außenrenovierung dafür eingesetzt, um die Turmzwiebel mit einem neuen Dach zu versehen, die Statik am Dachstuhl zu verbessern sowie das Kirchendach über dem Hauptschiff neu einzudecken. 
Im Zuge der Innenrenovierung wurden zuvor unvollendet gebliebene Elemente vervollständigt. So wurde der Hochaltar im Ostchor mit Pilastern, einem Baldachin und einem Strahlenkranz versehen und das zuvor zugemauerte Chorfenster über ihm wieder geöffnet. Diese architektonische Öffnung wurde auch an der Westseite der Kirche verfolgt, indem die beiden Emporenfenster sowie der einstige Westeingang wieder ihrer ursprünglichen Funktion zugeführt wurden. Außerdem fand in einer entdeckten Nische an der nunmehr mit historischen Votivtafeln behängten Südwand eine bei Prozessionen verwendete Fatima-Madonna Platz. Die Heizung der Wallfahrtskirche wurde an das örtliche Fernwärmenetz angeschlossen, Sakristei, Beichtstühle und Eltern-Kind-Kapelle wurden aufgewertet, und rund um die Kirche wurden Außenbildschirme angebracht, an denen die Liturgie in der Kirche verfolgt werden kann.

### Kritik
Im Oktober 2018 geriet die Wallfahrtsdirektion kurzfristig in Negativschlagzeilen, nachdem in der Ausgabe der Augsburger Allgemeinen vom 22. Oktober ein Artikel zu einer Veranstaltung unter dem Titel „Kann man den Priestern und der Kirche überhaupt noch trauen?“ erschienen war. Der zuständige Wallfahrtdirektor, Monsignore Reichart, hatte zu dieser Veranstaltung eingeladen, um im Zuge des Missbrauchsskandals enttäuschten Menschen eine Plattform zum Austausch und zum „Frust-Ablassen“ zu bieten. Im Laufe der Veranstaltung warben der als Gast eingeladene Pfarrer Wilhelm Meir und Wallfahrtsdirektor Reichart nach eigener Aussage um eine Differenzierung zwischen theologischem Zusammenhang und weltlichem Kontext der Ursachen der Missbrauchsfälle. Die gesellschaftliche Liberalisierung und eine teilweise erfolgende Relativierung innerhalb des theologischen Gepräges hätten die Hemmschwellen bei Priesterkandidaten verringert und potenzielle Taten begünstigt. Im ausschließlich theologischen Zusammenhang wiederum gelte, dass die Kirche als „Leib Christi“ trotz dieser „schreckliche[n] Verbrechen“ ihrer „Glieder“ heilig sei, weil „Christus durch sie sein Heil“ wirke. Laut Darstellung Reicharts sei der in der Augsburger Allgemeinen als Überschrift des erwähnten Artikels zitierte Ausspruch Meirs „Die Kirche kann sich nicht versündigen“ daher vom theologischen Sachzusammenhang in eine ausdrücklich nicht angedachte säkulare Bedeutung gezogen worden. Die im Zuge des Artikels herausgegebene Mitteilung des damaligen Augsburger Bischofs Konrad Zdarsa, dass sich die Kirche in „erster Linie um die Opfer sorgen“ müsse, bejahte und bekräftigte Reichart eigens in seiner Klarstellung zu den Geschehnissen in der Tagespost.